# Štír hladký
Štír hladký (Iomachus politus) je africký štír. Vyskytuje se v Tanzanii, Jihoafrické republice, Keni, Mosambiku, Ugandě a Etiopii. Dorůstá okolo 4 cm. Jeho jed není člověku nebezpečný a není jasné, zda je telson vůbec schopen probodnout lidskou pokožku.

## Chov
K chovu je třeba terárium pralesního typu. Postačí o rozměrech 20×20×20 cm. Odchov není problémový. Do Česka se štír hladký dováží hlavně z Tanzanie.V jednom vrhu může být okolo 12 mlad'at.